# سارة كاردان
سارة كاردان (من مواليد 27 يناير 1987) لاعبة كاراتيه إيطالية على مستوى رفيع هي بطلة العالم في بطولة العالم للكاراتيه. شاركت في بطولة التصفيات الأولمبية العالمية التي أقيمت في باريس ، فرنسا في عام 2021 على أمل التأهل إلى دورة الألعاب الأولمبية الصيفية 2020 في طوكيو، اليابان.